# ایستگاه راه‌آهن وان
ایستگاه راه‌آهن وان (به ترکی استانبولی: Van garı)، ایستگاه اصلی راه‌آهن در وان، ترکیه است. تا جولای سال ۲۰۱۵، ترانس-آسیا اکسپرس از مبدأ تهران، ایران، در این ایستگاه توقف داشت. این قطار تا وان پیر ادامه می‌یابد و در آنجا مسافران می‌توانند از طریق کشتی به تاتوان سفر کنند و نیمه غربی قطار مسیر خود را تا آنکارا ادامه می‌دهد. تا اواسط سال ۲۰۱۵، قطارهای باربری تنها ترافیک ریلی در این ایستگاه بودند. با این حال از سپتامبر ۲۰۱۸، قرار شد سرویس تبریز، دو بار در هفته از سر گرفته شود.
ایستگاه ون پیر در سال ۱۹۷۱ توسط راه‌آهن دولتی ترکیه افتتاح شد.

## همچنین مشاهده کنید
- ایستگاه راه‌آهن Edirne - در همان سال افتتاح شد و ساختمان‌های ایستگاه تقریباً مشابه هستند.